# Harry Kristensen
Svend Harry Ejnar Erhard Kristensen (født 26. april 1915 i Aalborg, død 20. april 1982 i Odense) var en dansk kapgænger, der var medlem af Freja Odense og Nyborg-klubben Trit.
Harry Kristensen deltog i EM 1946 og 1950 og nåede med tiden 5,18,55 en 11. plads i 50km gang 1950. I 1952 repræsenterede han Danmark ved OL i Helsingfors på samme distance, tiden 4,57,35,8 gav da en 20.plads. Han vandt havde 20 DM og satte 30 danske rekorder. Fyens Stiftstidende udnævnte ham til Årets Sportsnavn 1955. Skiftet til kapgang fra løb kom, da han i 1938 fik job hos DSB i Odense. Han blev senere overportør på Odense Sygehus. Han deltog i samtlige danske landskampe i kapgang i tre årtier.
Ved DM på 50 km 1945 vandt Viggo Ingvorsen en komfortabel sejr i tiden 4.52.30, mere end 22 minutter foran Harry Kristensen. De var dog de eneste deltagere, alle andra tilmeldte kapgængere havde valgt att boykotte DM. Harry Kristensen modtog truslen "Der kommer ikke én eneste KIF'er til Frejas stævner i fremtiden, hvis du deltager!" af KIF’eren Svend Aage Hansen kort för starten på Østerbro Stadion i København. Kristensen så stort på truslen og startede som Ingvorsens eneste modstander i DM-konkurrencen og Svend Aage Hansen modtog senere en irettesættelse af Dansk Atletik Forbund for sin trussel imod Harry Christensen.
Baggrunden til den masive DM-boykot var Ingvorsens nazistiske sympatier som Københavns Atletik Forbund 14. juni 1945 havde klaget over til Dansk Atletik Forbund, samme år blev DM på 50 km annulleret efter en kendelse afsagt af Dansk Atletik Forbund.

## Danske mesterskaber
Listen er ikke komplet! 
- Bronze 1966  30km gang 2,54,46
- Sølv 1965  30km gang 2,49,20
- Bronze 1964  30km gang  2,45,51
- Sølv 1963  30km gang  2,46,57
- Sølv 1961  30km gang  2,33,37
- Bronze 1960  30km gang  2.39,02
- Guld 1959  30km gang  2,39,02
- Guld 1957  30km gang  2,46,37

## Personlig rekorder
- 10.000 meter: 48,25,0 21. juni 1962 i Odense
- 20km gang: 1.36.42 20. september 1942 i Odense
- 35km gang: 3.08.10 27. september 1959 i Valby
- 50km gang: 4,39,59 8 september 1957 i Sdr. Omme

## Ekstern henvisninger
- DAF i tal Harry Kristensen Arkiveret 28. juli 2007 hos  Wayback Machine
- DIF - Sport og politik - en gammel historie (Webside ikke længere tilgængelig)
- Harry Kristensens profil på Sports-Reference OL-resultater (arkiveret) (engelsk)
- Harry Kristensens profil på Olympedia (engelsk)